# Dohlenbachwasserfall
Koordinaten: 48° 17′ 59″ N, 8° 18′ 25″ O

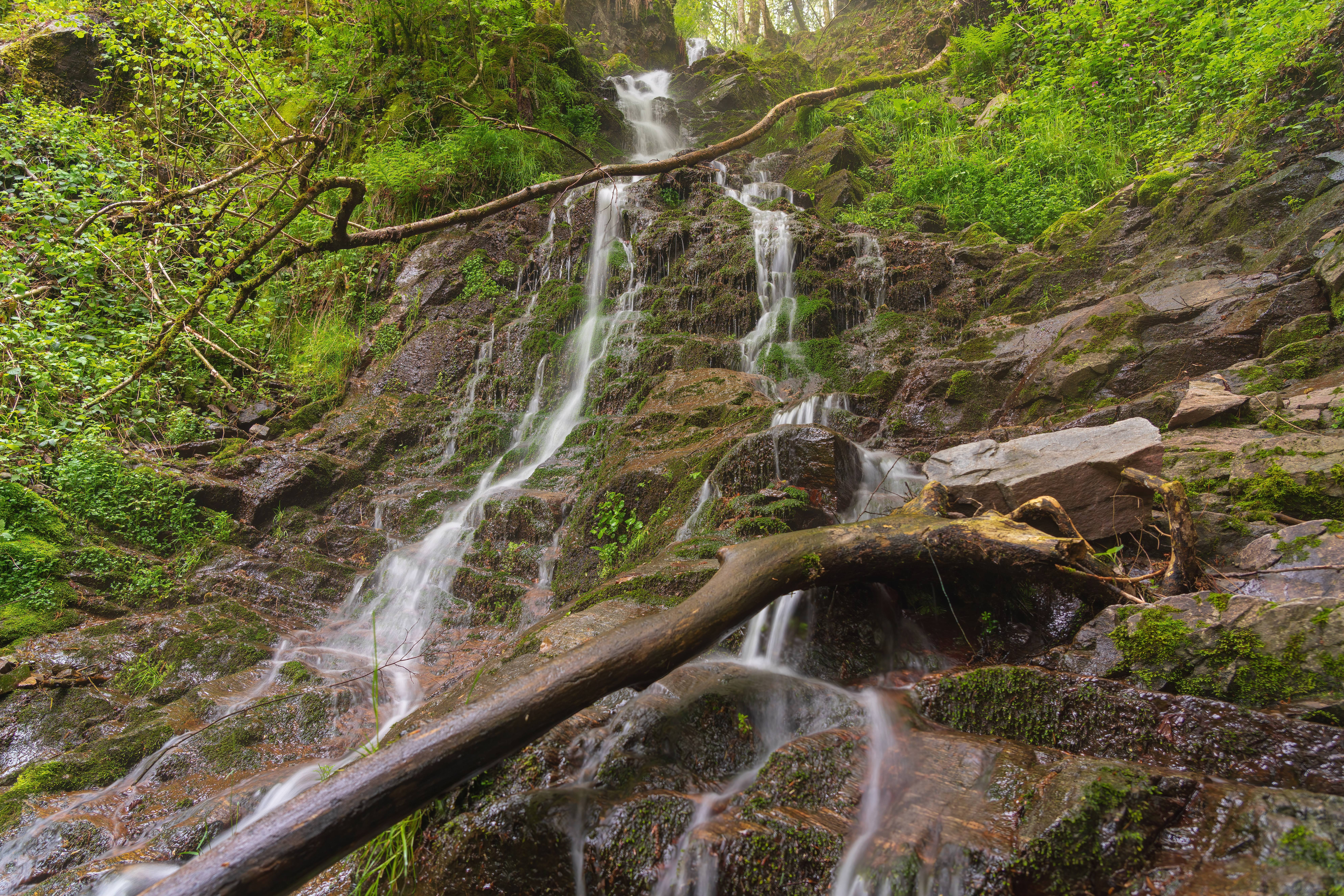
Obere Fallstufen

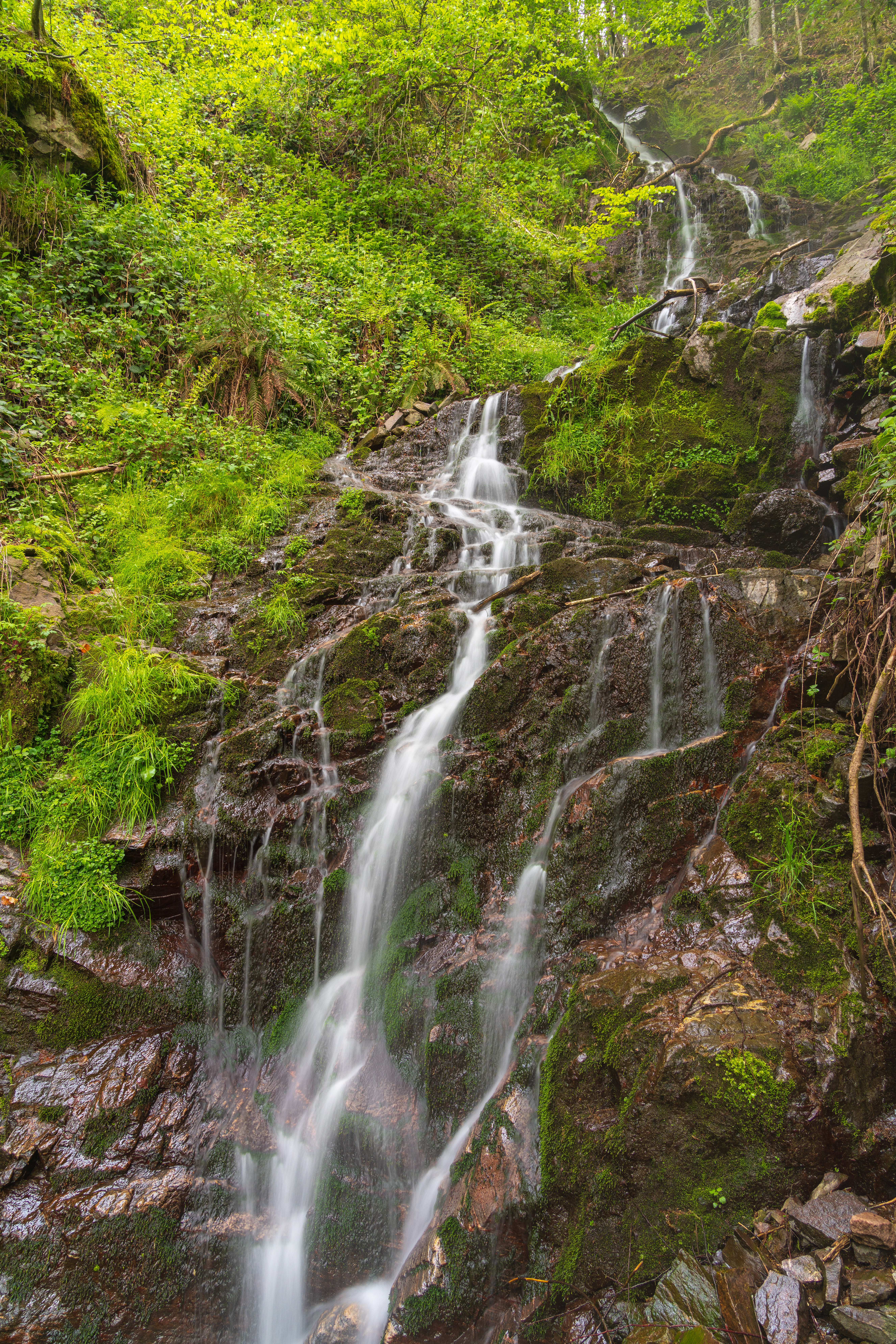
Untere Stufe

Der Dohlenbachwasserfall, auch Elmlisberger Wasserfall genannt, liegt im Mittleren Schwarzwald in Baden-Württemberg.

## Lage und Verlauf
Der Wasserfall und das gesamte Einzugsgebiet des Dohlenbachs liegen in der Gemarkung Kinzigtal der Stadt Wolfach. Der nächstgelegene Stadtkern ist das 3 Kilometer entfernte Schiltach im Südosten.
Der Dohlenbach mündet beim Weiler Vor Leubach als kleiner rechter Nebenfluss in die Kinzig. Er entspringt in der hochgelegenen Wiesenmulde des Weilers Elmlisberg, fließt dann etwa einen Kilometer nach Süden und stürzt dann abrupt in ein schluchtartiges, nach Südosten gerichtetes Kerbtal. Der hierbei gebildete Wasserfall besteht aus vier Gefällstufen, in denen der Dohlenbach von etwa 545 m ü. NHN auf etwa 515 m ü. NHN rund 30 Meter hinabstürzt; die höchste Stufe hat eine Höhe von über fünf Metern. Am Wasserfall steht Flasergneis an, dessen überwiegend horizontal und vertikal gerichtetes Kluftnetz zur teils treppenartigen Stufung des Wasserfalles geführt hat.

## Erreichbarkeit und Schutz
Der Wasserfall ist touristisch nicht erschlossen und naturbelassen. Die unterste Stufe ist auf Pfaden zugänglich; die anderen Stufen sind nur schwer erreichbar.
Der Dohlenbachwasserfall ist als Geotop geschützt (Nr. 6766 im Geotop-Kataster des Regierungspräsidiums Freiburg). In der Umgebung des Wasserfalles gibt es Geröllhalden mit hohem Biotopwert, die als „§ 32-Biotope“ geschützt sind.